# R Scuti
R Scuti (R Sct / HD 173819 / HR 7066 / HIP 92202) es una estrella variable en la constelación de Scutum. Su brillo varía entre magnitud aparente +4,5 y +8,2.
Se encuentra a 870 ± 20 años luz del sistema solar, de acuerdo a la nueva reducción de los datos de paralaje del satélite Hipparcos.
R Scuti es una estrella supergigante de tipo espectral K0Ibpv —que puede llegar a caer hasta M3— con una temperatura superficial variable entre 4750 y 5250 K. Es una variable RV Tauri, grupo de estrellas pulsantes que alternan mínimos poco profundos con otros más acusados. Su estado evolutivo es incierto, pero se cree que, con un núcleo inerte de carbono-oxígeno, se encuentran en un estado de transición antes de arrojar sus capas externas. El prototipo de estas variables es la estrella RV Tauri. R Scuti muestra un período de 142 días entre dos mínimos profundos. Entre ellos existe un mínimo más brillante que hace que el ciclo real sea de 71 días. Cuando se consideran intervalos más largos este comportamiento alternante desaparece, para regresar de nuevo más adelante.
La luminosidad de R Scuti es entre 1500 y 2000 veces mayor que la del Sol. Con un radio 60 veces más grande que el radio solar —equivalente a 0,25 UA—, se encuentra rodeada por una atmósfera extendida rica en vapor de agua así como por una cubierta de polvo miles de veces mayor que la propia estrella.